# Mr. Rock and Roll
A Mr. Rock and Roll Fenyő Miklós 2004-ben megjelent szólóalbuma. A rock and roll korszak és az 1960-as évek hangulatát visszaidéző, nosztalgikus hangulatú album bemutatója a Budapest Sportarénában volt, 2004. december 19-én. Az album összes dala Fenyő Miklós szerzeménye. Egyik érdekessége a vidám hangulatú karácsonyi dal, a Fenyő nélkül nincs karácsony.

## Dalok
- Mr. Rock and Roll
- Adios amigo
- Mennyország a Duna-parton
- Csak a bugi van
- Csupa könny a zenegép
- Dunaparti randevú
- Amerika hangja
- Néha nekem mindig más
- Pikk Dáma
- Kérdezd a csillagodtól
- Fenyő nélkül nincs karácsony
- Angyalföldi pálmafák

## Közreműködők
- Fenyő Miklós: ének
- Harsányi Zsolt: gitárok
- Jáki Attila: gitár
- Pirisi László: zongora
- Dudinszkí Zoltán: szaxofon, klarinét, harmonika
- Novai Gábor: basszusgitár, bőgő, gitár, vokál, zenei rendező
- Végh Balázs: dob
- Szabó Ferenc: dob
- Kaposvölgyi József: harmonika
- Schreck Ferenc: harsona
- Szénási László: trombita
- Sima Anikó: vokál
- Vasvári Viktória: vokál
- Balogh Erika: vokál
- Balogh Anikó: vokál
- Vadas László: vokál
- Vajna Éva: vokál
- Jankai Béla: hangmérnök
- Kiss István: hangmérnök